# 286
286 (CCLXXXVI na numeração romana) foi um ano comum do século III do Calendário Juliano, da Era de Cristo, a sua letra dominical foi C (52 semanas), teve início a uma sexta-feira e terminou também a uma sexta-feira.
| Ano completo                       |
| ---------------------------------- |
| Ano comum com início à sexta-feira |

## Acontecimentos
- 1 de Março - Diocleciano eleva Maximiano a César, ou seja, Imperador romano júnior. Mais tarde, no mesmo ano, Maximiano é promovido a Augusto, ou seja, co-imperador.
- A revolta dos Bagaudas, na Gália é reprimida.

## Mortes
- Tuoba Xi Lu, chefe tribal da tribo dos Tuoba, membro do povo Xianbei, na actual Mongólia
- São Sebastião, soldado do exército romano e mártir cristão